# Sicista concolor
Sicista concolor és una espècie de mamífer rosegador miomorf de la família dels dipòdids. Es troba al nord-oest del sud d'Àsia i la Xina central i meridional.

## Distribució
Es troba des del nord de l'Índia i el nord del Pakistan, en elevacions d'entre 2.140 i 4.000 metres (Molur et al. 2005). A la Xina, se n'han registrat albiraments a Gansu, l'est de Qinghai, Shaanxi, Sichuan i Yunnan (Smith and Xie 2008).